# Немішаєв Клавдій Семенович
Немішаєв Клавдій Семенович (15 жовтня 1849, Санкт-Петербург — 8 червня 1927, Ленінград) — російський інженер-залізничник, державний діяч.

## Біографія
Народився в родині колезького секретаря. Закінчив повний курс в Інституті інженерів шляхів сполучення у Санкт-Петербурзі у 1871 році.

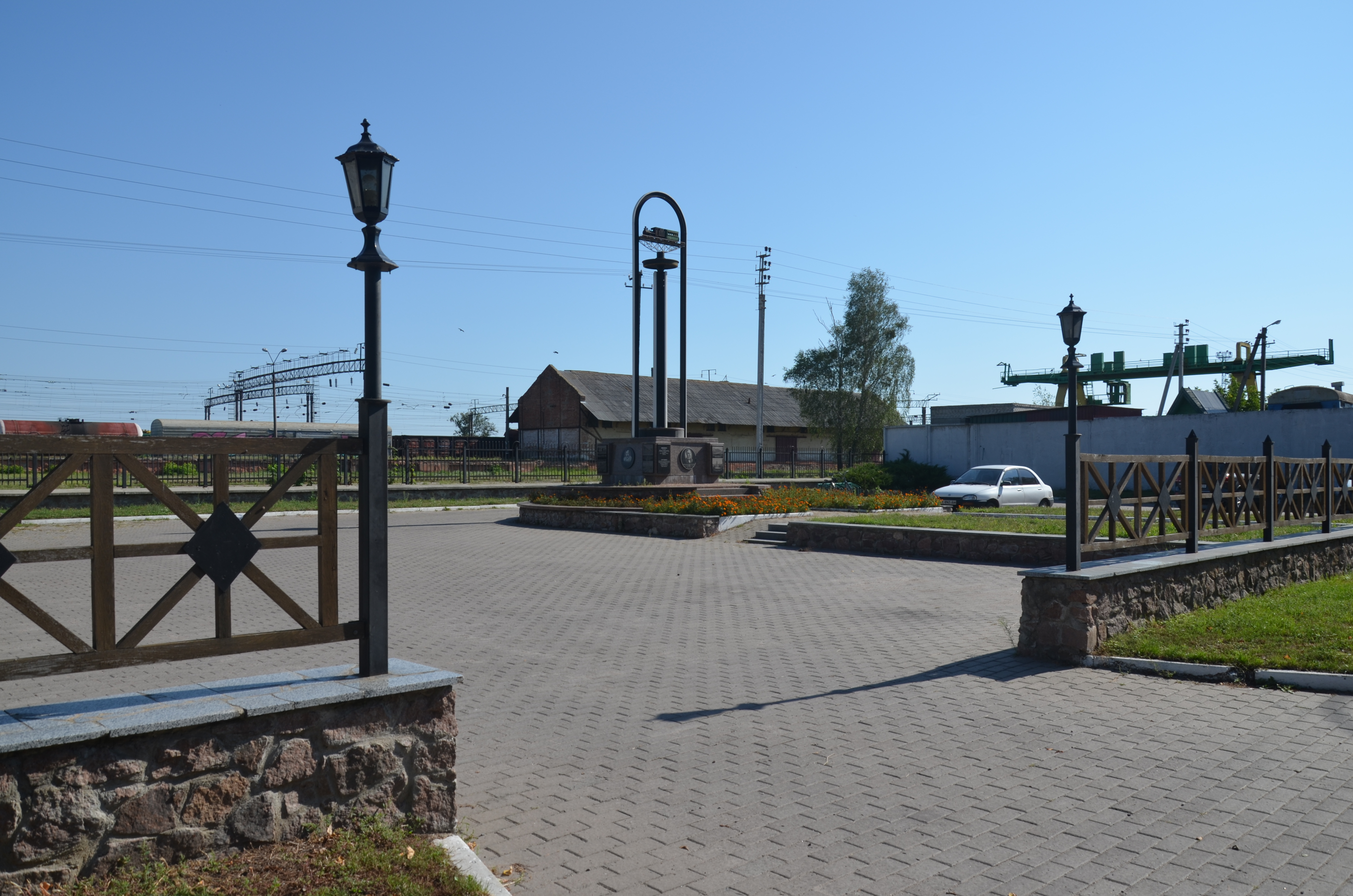
Пам'ятник у Коростені, присвячений 140-річчю Південно-Західної залізниці

Працював (з 1872) на Тамбовсько-Саратовській залізниці), потім - управляючий і головний інженер Сестрорецької залізниці, займає керівні інженерні посади на Поті-Тифліській, з 1876 року Рязано-Уральській та з 1882 року на Закавказькій залізницях, з 1886 року служить начальником служби шляхів Тамбовсько-Саратовської залізниці. У січня 1890 року Клавдія Семеновича призначають начальником служби шляху Сизрансько-В’яземської залізниці, через два роки – начальником шляху. 
З 1896 року до 28 жовтня 1905 року — начальник Південно-Західних залізниць. Товариш голови комісії по дослідженню Сибірсько-Усурийської залізниці та річок Сибіру (1895 рік).
Зробив значний внесок у технічну модернізацію залізниці та якісну підготовку власних кадрів: заснував школу для дітей залізничників у Києві, а також технічні училища у Києві та Одесі. Керував спорудженням ділянки залізниці Київ–Ковель. При ньому значно зросла прибутковість залізниці, встановлено безперевантажувальне сполучення із залізницею Австро-Угорщини. За час його правління споруджено нові будівлі вокзалів на ст. Жмеринка ст. Ковель, здійснено реконструкцію київського та ковельського залізничного вузлів, реконструйовано під'їзні колії до Одеського порту із будівництвом нафтової та хлібної гаваней, спорудження залізниці Шепетівка - Проскурів - Кам'янець. Кількість шкіл на залізниці росла з 8 у 1895  до 30 у 1904. Засновано сирітський притулок для дітей залізничників у Києві. 
У 1905–1906 роках був міністром шляхів сполучення в кабінеті графа Сергія Юлійовича Вітте. Після відставки, з 1906 року, знову очолив Південно-Західну залізницю.
У 1911 році був призначено членом Державної ради. З 1914 року очолив залізниці в Галичині.

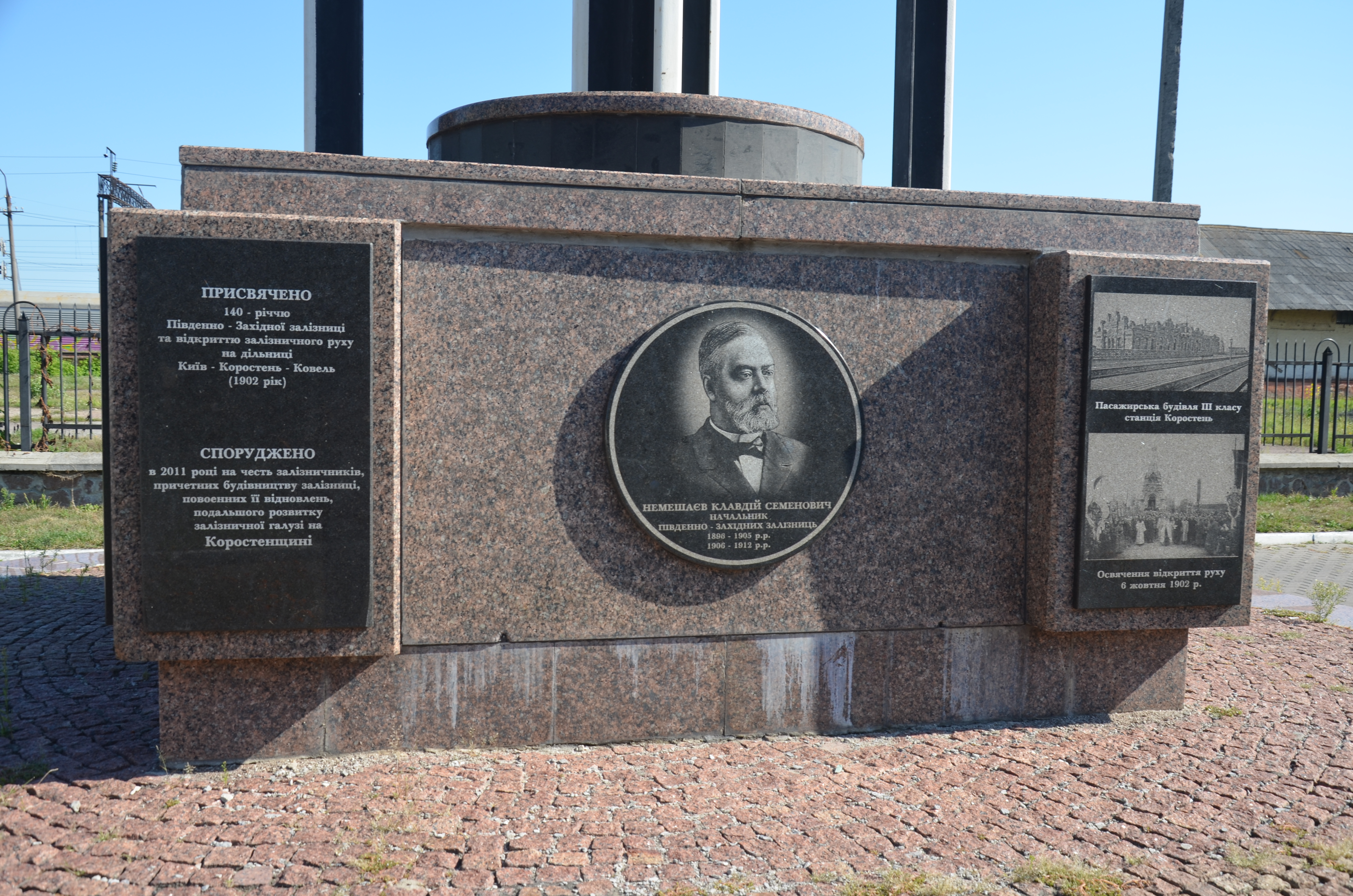
Зображення Немішаєва К.С. на пам'ятнику у Коростені

Після революції працював у Наркоматі шляхів сполучення, був з 1923 року членом правління Жовтневої залізниці.

## Родина
Був одружений з Марією Густавівною Ліст, дочкою московського підприємця Густава Івановича Ліста.

## Вшанування пам'яті
На честь Клавдія Семеновича названо дві станції Південно-Західної залізниці
Немішаєве і Клавдієво.